# 董辰生
董辰生（1929年9月—），原名董秉宸，男，汉族，河北丰润人，生于秦皇岛，中国画家，曾任中国美术家协会理事。